# Hormonas liberadoras e inhibidoras
Las hormonas liberadoras e inhibidoras son hormonas cuyo objetivo principal es controlar la liberación de otras hormonas, ya sea estimulando o inhibiendo su liberación. También se llamaron liberinas y estatinas (respectivamente), o factores de liberación y factores de  inhibición.
Ejemplos de ellas son las hormonas hipotalámicas-hipofisarias antes llamadas factores hipotalámicos del eje hipotálamo-hipofisario que se pueden clasificar desde varios puntos de vista: son hormonas, que tienen su origen en el hipotálamo; son hormonas hipofisiotrópicas es decir que están dirigidas y actúan sobre la hipófisis, y son hormonas tróficas que tienen otras glándulas endocrinas como su objetivo y que determinan su función y desarrollo.

Por ejemplo, la hormona liberadora de tirotropina (TRH) es liberada desde el hipotálamo en respuesta a niveles bajos de secreción de hormona estimulante de la tiroides (TSH) de la glándula hipófisis. La TSH, a su vez, está bajo el control de retroalimentación de las hormonas secretadas por la glándula tiroides: T4 y T3. Cuando el nivel de TSH es demasiado alto, T4 y T3 retroalimentan al cerebro para detener la secreción de TRH.

### Hormonas liberadoras
Las principales hormonas liberadoras son las siguientes:
- El hipotálamo «usa» la hormona liberadora de tirotropina (TRH o tiroliberina) para indicarle a la hipófisis que libere tirotropina.
- El hipotálamo «usa» la hormona liberadora de corticotropina (CRH o corticoliberina) para indicarle a la hipófisis que libere corticotropina.
- El hipotálamo «usa» la hormona liberadora de gonadotropina (GnRH o gonadoliberina) para indicarle a la hipófisis que libere gonadotropina.
- El hipotálamo «usa» la hormona liberadora de la hormona del crecimiento (GHRH o somatoliberina) para indicarle a la hipófisis que libere somatotropina.[1]

### Hormonas inhibidoras
Las principales hormonas inhibidoras de la liberación u hormonas inhibidoras son las siguientes:
- El hipotálamo «usa» somatostatina para decirle a la hipófisis que inhiba la hormona del crecimiento (somatotropina) y para decirle al tracto gastrointestinal que inhiba varias hormonas gastrointestinales.

Hay varios otros factores inhibidores que también tienen actividad de inhibición endocrina trópica. Dicha actividad es solo una de las muchas funciones que tienen (como las funciones de neurotransmisor y antagonista del receptor), y no siempre se denominan hormonas, aunque muchas son neuropéptidos o neuroesteroides. Incluyen lo siguiente:
- El hipotálamo «usa» la dopamina como prolactostatina para decirle a la hipófisis que inhiba la prolactina; también se crea en otras partes del cerebro y la corteza suprarrenal como neurotransmisor que afecta a muchos otros sistemas.
- El hipotálamo «utiliza» Familia de péptidos RFamida (RFRP-3) en mamíferos o Hormona inhibidora de gonadotropina (GnIH) en especies de aves para inhibir la GnRH.
- El hipotálamo emplea folistatina inhibidora para indicarle a la hipófisis que inhiba la hormona estimulante del folículo (FSH); también tiene muchos otros efectos sistémicos.

Los miocitos emplean miostatina para comunicarse entre sí que inhiben la miogénesis.
- El Factor inhibidor de melanocitos (melanostatina) inhibe la liberación de otros neuropéptidos como la Hormona estimulante de alfa-melanocitos y también tiene muchas otras funciones.
- Existe un neuropéptido llamado cortistatina y una clase de cortistatinas esteroides.[1]

Ejemplos de hormonas liberadoras e inhibidoras de hormonas exocrinas son el péptido liberador de gastrina (GRP) y el polipéptido inhibidor gástrico (GIP), que regulan la producción de gastrina.

## Mecanismo
Las hormonas liberadoras aumentan (o, en caso de factores inhibidores, disminuyen) la concentración intracelular de calcio (Ca2+), lo que da como resultado la fusión de vesículas de la respectiva hormona primaria.
Para GnRH, TRH y GHRH, el aumento de Ca2+ se logra mediante el acoplamiento de la hormona liberadora y la activación de los receptores acoplados a la proteína G acoplados a la subunidad alfa Gq, activando la vía IP3/DAG para aumentar el Ca2+. Para la GHRH, sin embargo, esta es una vía menor, siendo la principal la vía dependiente de cAMP.

## Investigadores notables
Roger Guillemin y Andrew W. Schally fueron galardonados con el Premio Nobel de Fisiología y Medicina en 1977 por sus contribuciones a la comprensión de "la producción de hormonas peptídicas del cerebro"; estos científicos aislaron primero TRH y GnRH de forma independiente y luego identificaron sus estructuras.